# Matilde Fernández Flores
Matilde Fernández Flores (Cusco, 14 de marzo de 1964) es una enfermera y política peruana. Fue congresista de la república durante el periodo parlamentario 2020-2021.

## Biografía
Nació en Cusco el 14 de marzo de 1964. Cursó sus estudios primarios y secundarios en su ciudad natal. 
Desde el año 1983 hasta el año 1989 estudió enfermería en la Universidad Nacional de San Antonio Abad del Cusco. Desde 1995 ejerce su profesión en los establecimientos del Ministerio de Salud en el Cusco.

## Vida política
Participó en las elecciones del 2006 y 2010 como candidata a regidora distrital de la municipalidad de San Jerónimo resultando electa sólo el 2010.

### Congresista
Participó en las elecciones parlamantarias del 2020 y fue elegida congresista por el departamento del Cusco por el Partido Democrático Somos Perú.
A dos días de su juramentación como congresista, el 19 de marzo de 2020 durante la cuarentena dispuesta en el Perú por la pandemia de coronavirus, se hizo de conocimiento que Fernández y los también congresistas por el departamento de Cusco Juan de Dios Huamán Champi y Rubén Pantoja Calvo así como 11 familiares directos de este último utilizaron indebidamente un vuelo humanitario que había sido solicitado los congresistas del departamento del Cusco para el traslado exclusivo de personas en estado de necesidad y bajos recursos y que fue realizado a costa del presupuesto del estado peruano. Posteriormente se hizo de conocimiento que este vuelo humanitario no había sido coordinado con las autoridades del departamento del Cusco y no cumplió con los controles de despistaje de infecciones establecidos. El Presidente del Congreso del Perú Manuel Merino también señaló que este hecho debería ser evaluado por la Comisión de Ética del Congreso
El 16 de noviembre de 2020 fue elegida tercera vicepresidenta de la Mesa Directiva del Congreso de la República.